# Giacomo Desenzani
Giacomo Desenzani (Castiglione delle Stiviere, 31 luglio 1863 – 1950) è stato un generale italiano,  distintosi particolarmente durante il corso della prima guerra mondiale, dove fu decorato con la Croce di Cavaliere e poi di quella di Ufficiale dell'Ordine Militare di Savoia.

## Biografia
Nacque a Castiglione delle Stiviere il 31 luglio 1863, figlio di Andrea, di professione notaio, e dalla contessa Emilia Zappaglia, ultima discendente dei conti Zappaglia, che erano stati vassalli dei Gonzaga. Dopo aver frequentato la Regia Accademia Militare di Fanteria e Cavalleria di Modena, ne uscì nel 1883 con il grado di sottotenente assegnato all'arma di fanteria. Inviato a Palermo per effettuare il servizio di prima nomina prestò servizio presso la Brigata Napoli. Promosso capitano, fu Il 2 novembre 1890 fu promosso capitano, e trasferito dal 49° al 76º Reggimento fanteria. Nel 1893 venne trasferito a Cuneo dove sposò Cristina Delfino, da cui ebbe due figli, Pietro e Teresa.
Nel 1898 era aiutante di campo del maggior generale Ippolito Sanguinetti, comandante della Brigata Cuneo.
Promosso al grado di colonnello, all'atto dell'entrata in guerra del Regno d'Italia, avvenuta il 24 maggio 1915, divenne comandante del 64º Reggimento fanteria della Brigata Cagliari. e quindi, promosso maggior generale, il 6 giugno assunse il comando dell'intera Brigata. Nel corso di quell'anno la Brigata sostituì al fronte la Brigata Savona, partecipando alle prime tre battaglie dell'Isonzo. Nel corso del 1916 la brigata partecipò ai combattimenti in Trentino conseguenti alla Strafexpedition, e poi si attestò a Schio al fine di riordinarsi. Il 9 agosto 1916 la Brigata Cagliari salpò da Taranto per arrivare a Salonicco, in Grecia, da dove si trasferì in Macedonia. Dopo un primo periodo nel settore di Krusha Balkans raggiunse la prima linea sui Monti Baba, andando a costituire l'ala sinistra dello schieramento alleato durante la conquista di Monastir. Il 22 novembre rimase gravemente ferito durante un cannoneggiamento nemico, che coinvolse altri alti ufficiali italiani, rischiando l'amputazione di un piede. Sostituito nel comando dal maggior generale Arturo Mulazzani, venne ricoverato a Salonicco da dove fu successivamente riportato in Italia. Il 15 novembre 1916 gli fu conferita la Croce di Cavaliere dell'Ordine militare di Savoia. Rientrò in servizio attivo solo al termine del conflitto, posto al comando della 11ª Divisione, e poi, il 10 aprile 1919, assunse il comando della Divisione militare territoriale di Chieti. Il 4 novembre 1922 fu promosso Ufficiale dell’Ordine militare di Savoia. Si spense a Castiglione delle Stiviere nel corso del 1950. Nel 2014 la sua città natale, oltre alla via che portava il suo nome, gli ha dedicato un busto in bronzo opera dell'artista Massimo Ferri.

### Fonti
1. 1 2 3 4 5 6 7 8 9 10 11  Nunziatella.
2. ↑  Gazzetta Ufficiale del Regno d'Italia n.265 dell'11 novembre 1890, p.4455.
3. ↑   Annuario militare del Regno d'Italia, 1898,  p. 274. URL consultato il 7 giugno 2021.
4. ↑   Bollettino ufficiale delle nomine, promozioni e destinazioni negli ufficiali e sottufficiali del R. esercito italiano e nel personale dell'amministrazione militare, 1919,  p. 1194. URL consultato il 7 giugno 2021.
5. 1 2  Sito web del Quirinale: dettaglio decorato.
6. ↑  Gazzetta Ufficiale del Regno d'Italia n.97 del 24 aprile 1901, p.1683.
7. ↑  Gazzetta Ufficiale del Regno d'Italia n.224 del 22 settembre 1920, p.1683.
8. ↑   Bollettino ufficiale delle nomine, promozioni e destinazioni negli ufficiali e sottufficiali del R. esercito italiano e nel personale dell'amministrazione militare, 1918,  p. 2904. URL consultato il 7 giugno 2021.
9. ↑   Bollettino ufficiale delle nomine, promozioni e destinazioni negli ufficiali e sottufficiali del R. esercito italiano e nel personale dell'amministrazione militare, 1919,  p. 2660. URL consultato il 7 giugno 2021.